# Manzaneque
Manzaneque – gmina w Hiszpanii, w prowincji Toledo, w Kastylii-La Mancha, o powierzchni 12,22 km². W 2011 roku gmina liczyła 446 mieszkańców.